# Колесов, Анатолий Иванович
Анато́лий Ива́нович Ко́лесов (18 января 1938, с. Литвинское (ныне Осакаровского района), Карагандинская область — 2 января 2012, Москва) — советский борец греко-римского стиля, олимпийский чемпион (1964), трёхкратный чемпион мира, преподаватель, тренер. Заслуженный мастер спорта СССР (1963).

## Биография
В 1958 году окончил Казахский государственный институт физической культуры. Член КПСС с 1964.
Олимпийский чемпион 1964 года (Токио) по классической борьбе. Чемпион мира (1962—1963, 1965), чемпион СССР (1959, 1964).
Главный тренер сборной команды СССР по борьбе (1966—1969).
С 1969 по 1992 гг. — заместитель председателя Комитета по физической культуре и спорту при Совете Министров СССР.
С 1991 по 1993 гг. — Заместитель руководителя Спортивного совета СНГ.
Возглавлял рабочую группу Олимпийского комитета России по координации подготовки к Играм XXVI Олимпиады «Атланта-96».
Был членом Ассоциации национальных Олимпийских комитетов СНГ;
Президент Федерации борьбы СССР (1991).
Был руководителем рабочей группы «Сидней-2000».
Был руководителем группы «Афины-2004» Олимпийского комитета России.
Опубликовал более 100 научных работ.
Похоронен в Москве на Троекуровском кладбище, участок 22.

## Награды
- Орден «За заслуги перед Отечеством» III степени (2001) — за большой вклад в развитие физической культуры и спорта, высокие спортивные достижения на Играх ХХVII Олимпиады 2000 года в Сиднее[5]
- Орден «За заслуги перед Отечеством» IV степени (1997) — за заслуги перед государством и высокие спортивные достижения на XXVI летних Олимпийских играх 1996 года[6]
- 2 ордена Трудового Красного Знамени (30.03.1965; 1980)
- Орден Дружбы народов (21.06.1989)
- 3 ордена «Знак Почёта» (1972, 1976, 1988)
- медали